# Частотный манёвр
Частотный манёвр — военно-технический термин, обозначающий быструю (нередко многократную) перестройку рабочей частоты излучателя радиотехнического устройства с сохранением всех заданных тактико-технических характеристик устройства. Частотным манёвром не считается частотная модуляция зондирующего сигнала РЛС.
Частотный манёвр предназначен для:
- Маскировки от наводящихся по радиоизлучению средств поражения противника (прежде всего — от противорадиолокационных ракет).
- Устранения направленных радиотехнических помех.

Для обеспечения частотного манёвра требуется выделение для устройства полосы частот, значительно превышающей ширину спектра сигнала самого устройства.
Возможность частотного манёвра считается действенным средством повышения живучести радиолокационных станций в современных условиях.